# František Buldra
František Buldra (31. března 1851 Kaňk u Kutné Hory – 21. prosince 1926 Praha) byl český architekt, stavitel a hoteliér. Za svou architektonickou kariéru vypracoval celou řadu novorenesančních, novogotických, později pak secesních návrhů staveb na území Čech, především pak v Praze.

## Život

### Mládí
Narodil se v obci Kaňk, která se později stala součástí Kutné Hory. V letech 1869 až 1875 studoval architekturu na pražské polytechnice, po dobu pěti let pak sbíral praktické zkušenosti.

### Kariéra
Roku 1880 zpracoval své první samostatné návrhy: novorenesanční činžovní domy v Mezibranské ulici, s výhledem do parku u Národního muzea. Zhruba ve stejném roce se oženil, natrvalo usadil v Praze a založil zde rodinu. Roku 1883 se stal členem Svazu architektů a inženýrů. Nadále navrhoval stavby v Praze, roku 1887 zde byl zapsán jako stavební podnikatel. Projekty realizoval také v rodné Kutné Hoře.
V letech 1907 až 1909 realizovala Buldrova firma stavbu honosného hotelu Palace na nároží Jindřišské a Panské ulice, pravděpodobně dle návrhu architekta Jiřího Justicha. Zadavatelem stavby byl sám Buldra, který následně hotel jakožto majitel provozoval. V této době také opakovaně stavebně realizoval návrhy architekta Richarda Klenky.

### Úmrtí
František Buldra zemřel 21. prosince 1926 v Praze ve věku 75 let a byl pochován v rodinné novogotické kaplové hrobce na Olšanských hřbitovech.

### Rodinný život
František Buldra se asi roku 1880 oženil s o osm let mladší Malvínou, celkem spolu měli pět dětí. František Buldra mladší (1882–1942) se stal též architektem a stavitelem, byl žákem Josefa Schulze a pokračoval po otcově smrti v řízení rodinného podniku.

## Dílo
- Nájemní domy čp. 577 a 1592, Mezibranská, Praha (1880)
- Novorenesanční palác čp. 1600/II (později hotel Esplanade), Washingtonova, Praha (přestavba ve 20. letech 20. století Fritzem Lehmannem),
- Nájemní dům čp. 667/II, Navrátilova, Praha (1882–1883)
- Obchodní a nájemní dům čp. 771/II, Jungmannovo náměstí, Praha (1884–1886)
- Městské divadlo, Pražská, Tábor (1886–1887, návrh a stavba)
- Evangelický kostel, Kutná Hora (1887, autor návrhu)
- Obchodní a nájemní dům čp. 769/II, Jungmannovo náměstí, Praha (1889–1892)
- Nájemní domy čp. 681 a 682, Seifertova, Žižkov (1890–1891)
- Restaurační pavilon, Zemská jubilejní výstava v Praze (1891)
- Obchodní dům čp. 841/II (Diamant), Václavské náměstí, (přestavba ve 20. letech 20. století, po roce 2000 nahrazen novostavbou)
- Nájemní dvojdům čp. 1959/II a 1960/II, Myslíkova, Praha (1897)
- Nájemní dům 714/I, roh Dlouhé a Rybné, Praha (1898)
- Nájemní a obchodní dům čp. 388, Praha-Nové Město, na Můstku na místě dnešního ČKD (1900, po r. 1930 přestavěn, později zbořen)
- Nájemní dům čp. 682/II, Vodičkova, Praha (1901)
- Úpravy domu U Pinkasů čp. 755/II a vedlejšího domu čp. 756/II, Jungmannovo náměstí, Praha (1891)
- Nájemní a obchodní dům čp. 115, Národní třída (1902–1904, stavba podle návrhu Richarda Klenky)
- Palác Louvre, čp. 116, Národní třída (190?, stavba podle návrhu Richarda Klenky)
- Činžovní domy, Dykova, Královské Vinohrady (1901)
- Obchodní a obytný dům čp. 417, Národní třída, Praha (1904–1906)
- Nájemní dům čp. 284, Spálená, Praha (1905–1906)
- Hotel Palace, Vodičkova, Praha (1907–1909, autorem návrhu nejspíš Jiří Justich)
- Nájemní dům s obchody čp. 700/II, Vodičkova, Praha (1910–1913)

## Galerie

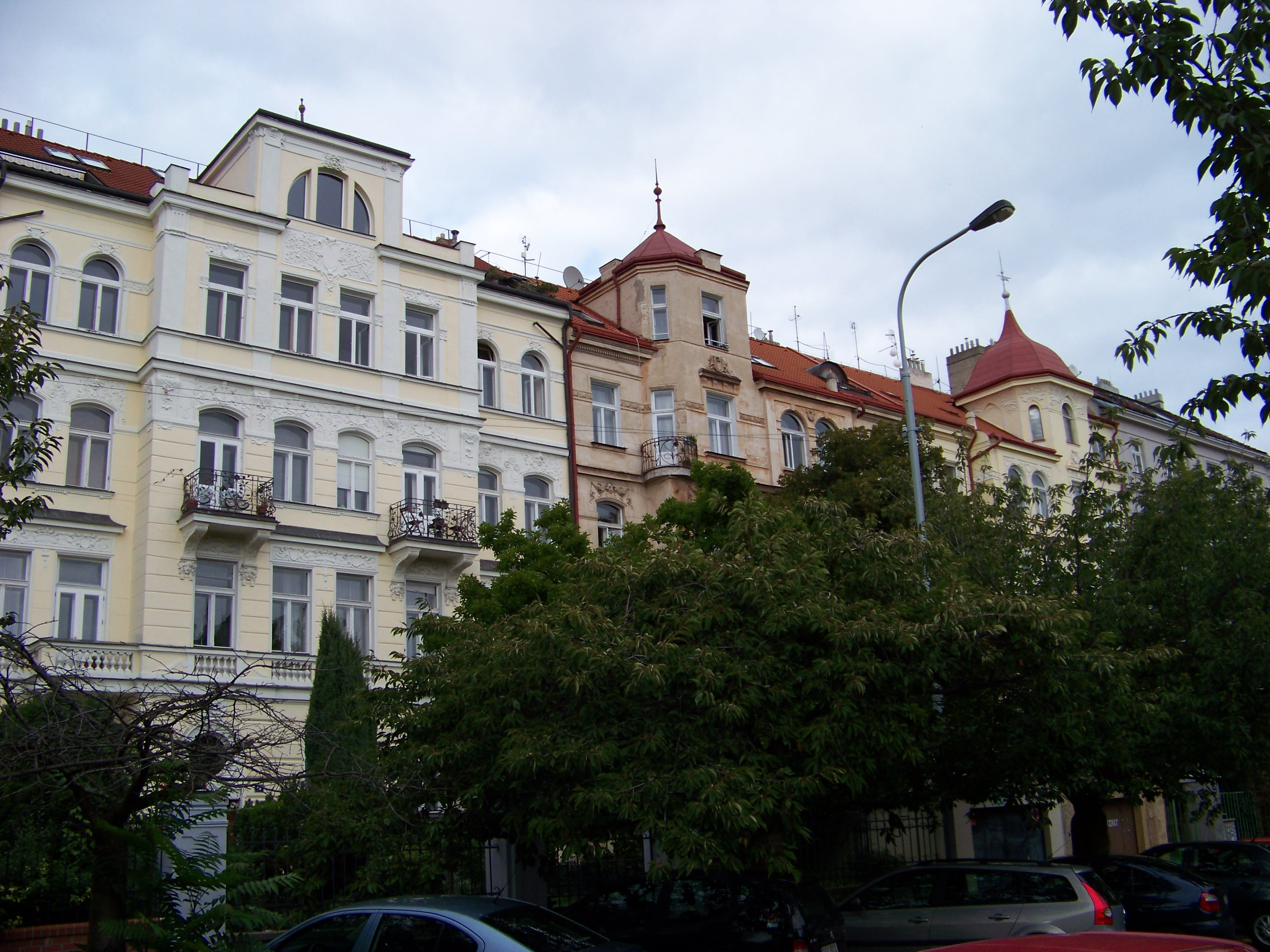
Řadové činžáky, Dykova ulice, Praha-Vinohrady
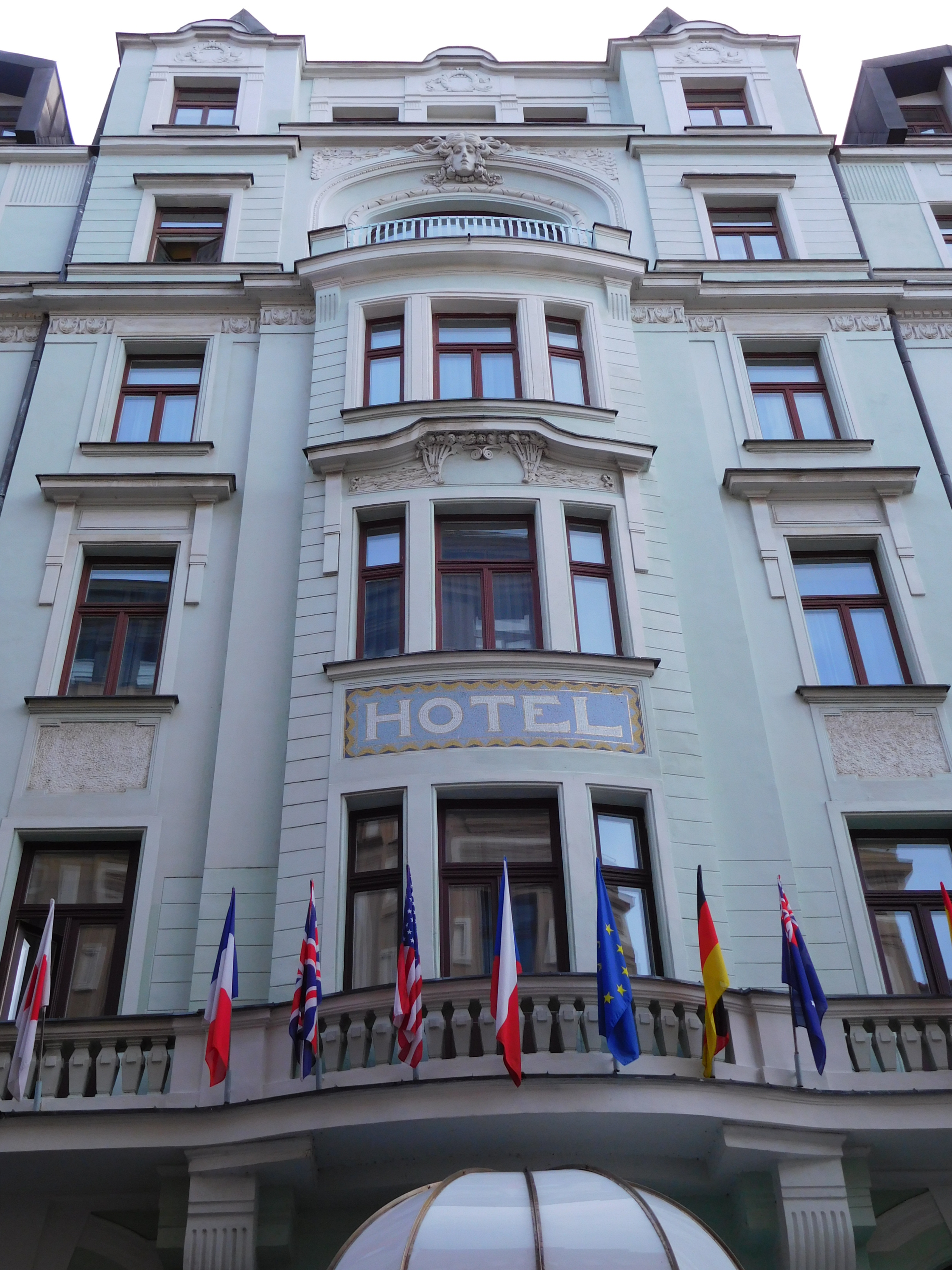
Hotel Palace, Panská, Praha
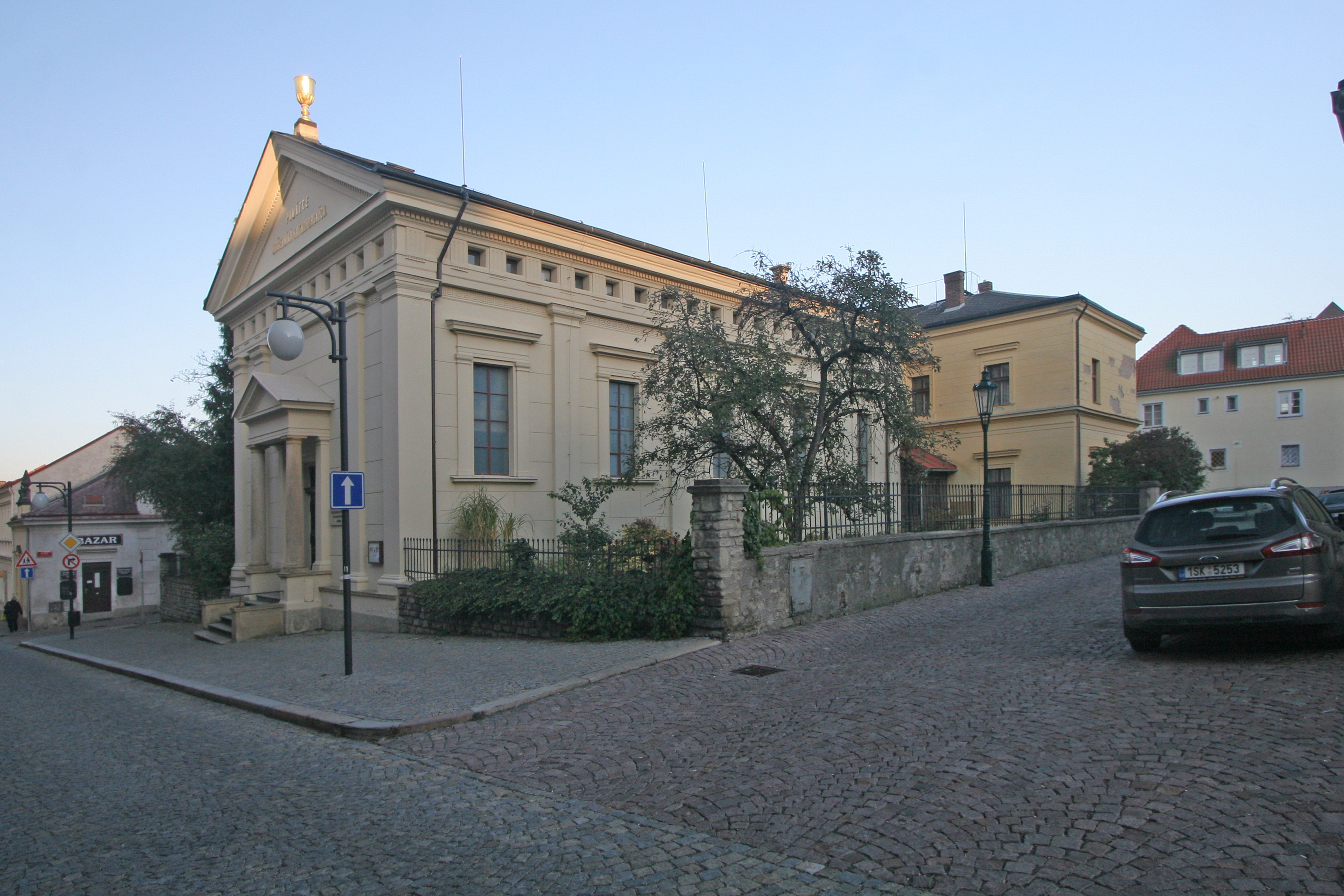
Evangelický kostel, Kutná Hora
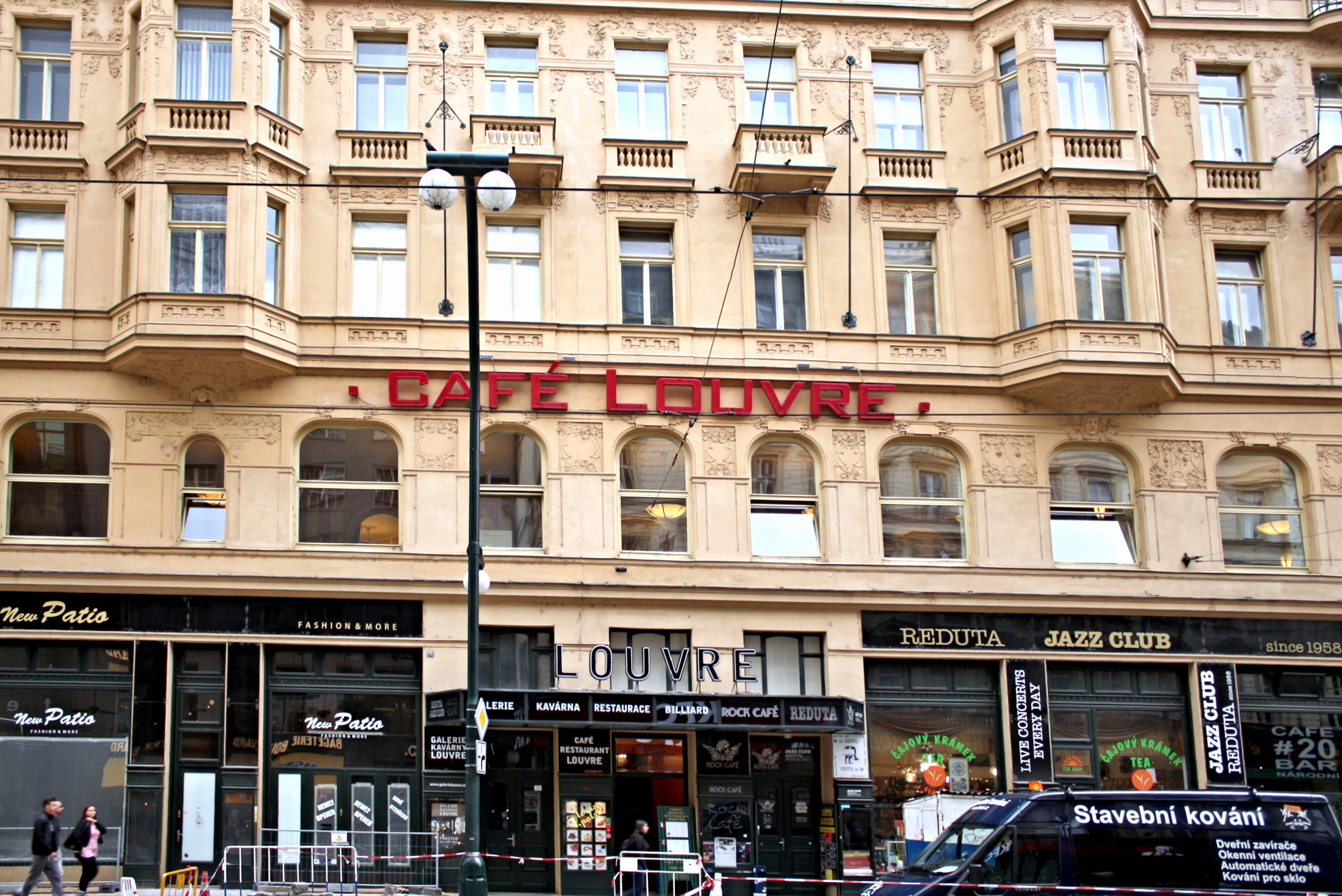
Palác Louvre, Praha
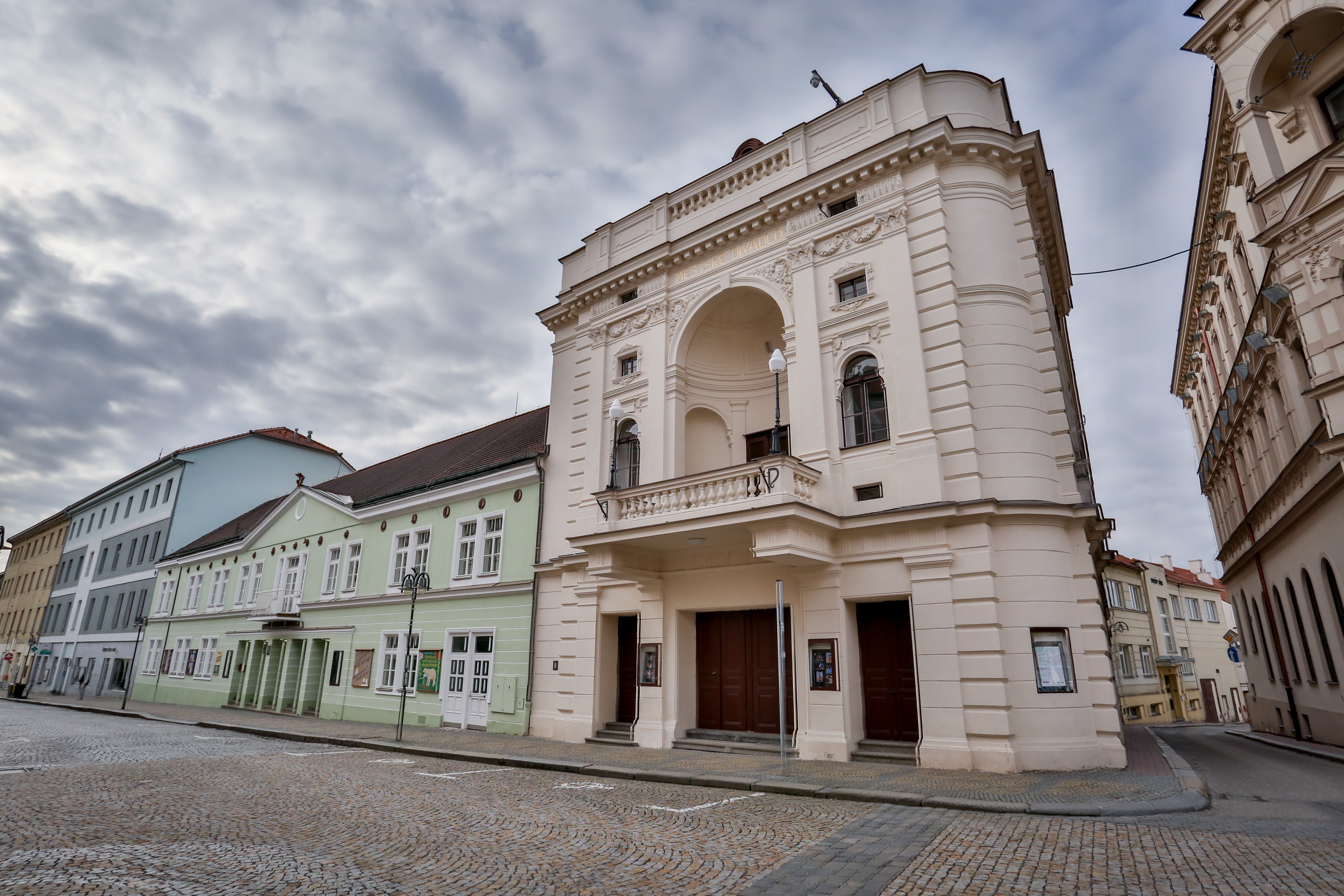
Městské divadlo, Tábor